# Vinci (grupo)
A Vinci é um grupo francês de construção e gestão de concessões fundada em 1899 como Société Générale d'Enterprises. Emprega cerca de 280.000 pessoas (2024) e opera em mais de 120 países. É a maior empresa de construção do mundo em volume de negócios e sua divisão Vinci Airports é a maior operadora aeroportuária do mundo com 53 aeroportos em todo o mundo. Para além da construção, opera um conjunto vasto de concessões (autoestradas, túneis, pontes, aeroportos, estádios) e tem negócios no setor energético, automação industrial e de tecnologias de informação e comunicação, através da sua divisão VINCI Energies.
Em Portugal, a Vinci é principalmente conhecida por deter a ANA - Aeroportos, a Sótecnica, ser um dos acionistas de referência da Lusoponte e por ter adquirido o negócio de infraestruturas informáticas à Novabase (a Novabase IMS, atualmente conhecida por Axians Portugal).